# Molukse merel
De Molukse merel (Turdus deningeri) is een zangvogel uit de familie Turdidae (lijsters). Eerder werd deze vogel beschouwd als een ondersoort van de eilandmerel (T. poliocephalus).

## Verspreiding en leefgebied
Deze vogel komt voor in de bergen van enkele eilanden in de Molukken. Er zijn twee ondersoorten:
- T. d. sukahujan: Taliabu.
- T. d. deningeri: Ceram.